# JWH-307
JWH-307 – organiczny związek chemiczny, syntetyczny kanabinoid otrzymany przez Johna W. Huffmana (stąd akronim JWH). W projektowanej nowelizacji Ustawy o przeciwdziałaniu narkomanii proponowane jest dopisanie go do grupy I-N.